# ابن صباغ مالکی
علی بن احمد بن عبدالله مالکی (۸۵۵–۷۸۴ ه‍.ق) مشهور به ابن صباغ مالکی، یکی از روحانیان اهل سنت است که در نیمه اول قرن نهم هجری و به مذهب مالکی می‌زیسته‌است. وی متولد مکه بوده و در آنجا به تحصیل علوم دینی پرداخته‌است. وی به سال ۸۵۵ در مکه از دنیا رفت. وی از فقیهان مهم زمان خویش بوده‌است.

## اساتید
عبدالرحمن الفاسی، علی بن محمد بن ابی بکر الشیبی، عبدالرحمن بن عفیف الیافعی، جمال بن ظهیر، قریبة ابی السعود، سعد النووی و محمد بن سلیمان بن ابی‌بکر البکری از جمله اساتید وی هستند.

## آثار
از جمله آثار وی الفصول المهمه است که به جهت محتوایی در فضیلت اهل بیت پیامبر، توسط برخی از اهل سنت به شیعه بودن متهم شده‌است. علامه مجلسی از این کتاب در کتاب بحارالانوار خویش استفاده نموده‌است. دیگر اثر وی، تحریر المنقول فی مناقب امّنا حواء و فاطمة البتول است. کتاب العبر فی من شفّه النظر نیز به وی منسوب است.